# Ryan Kelly (fotograf)

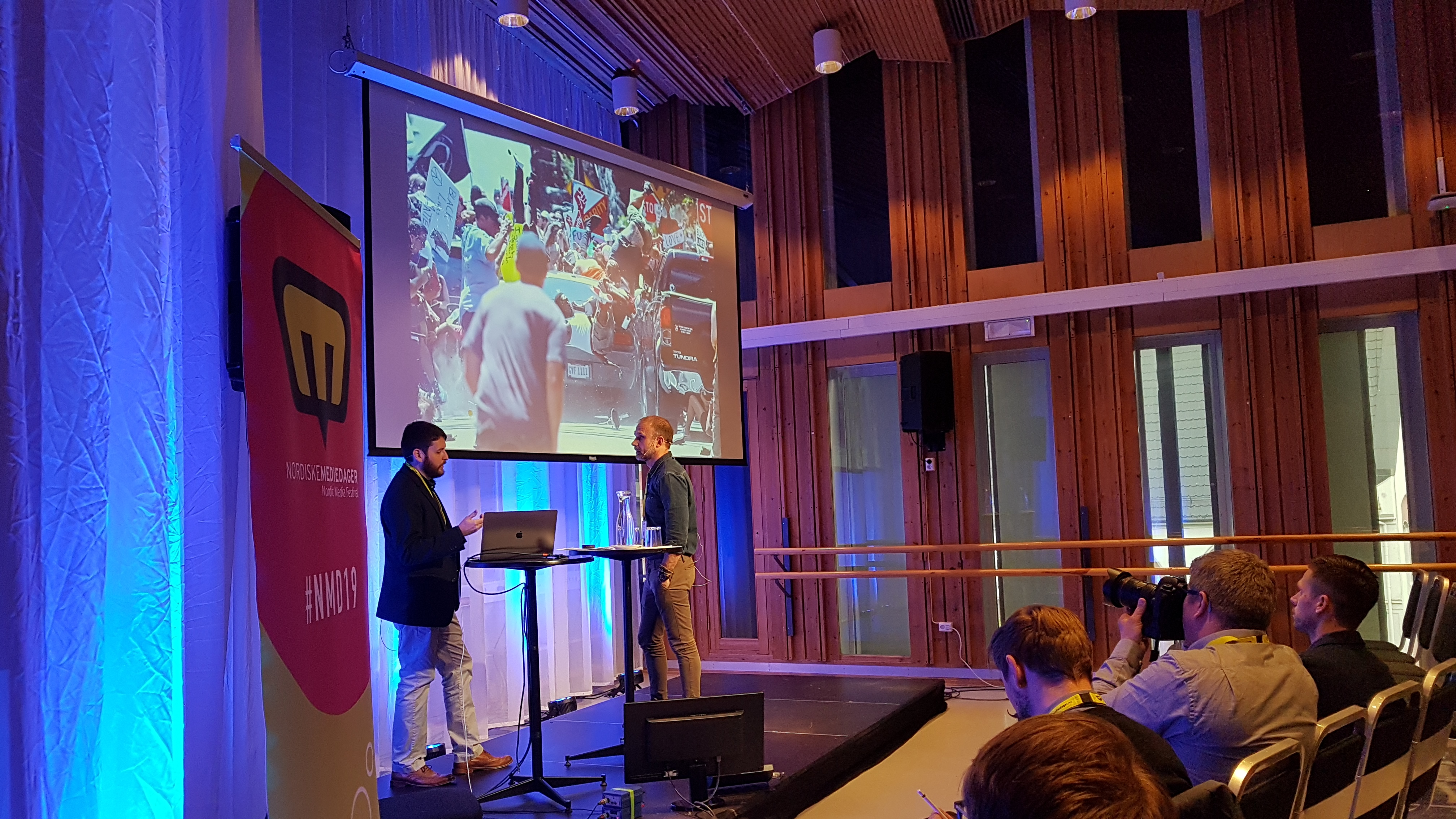
Ryan Kelly přednáší, v pozadí fotografie z automobilového útoku během protestu v Charlottesville.

Ryan Kelly (* 1986) je americký fotožurnalista. Získal Pulitzerovu cenu za reportáž během Unite the Right Rally 2017 v Charlottesville ve Virginii, za fotografii muže, který automobilem najel do demonstrantů.
V letech 2013–2017 byl fotožurnalistou v The Daily Progress v Charlottesville a nyní je koordinátorem digitálních a sociálních médií v Ardent Craft Ales.

## Kariéra
Kelly byl stážistou v Daily Press v Newport News ve Virginii. V roce 2013 nastoupil do The Daily Progress v Charlottesville jako fotožurnalista. Po téměř čtyřech letech opustil noviny, a jako důvod zmínil nízkou mzdu, dlouhou pracovní dobu, špatné plánování a neustálý stres.
Nyní (2019) pracuje jako koordinátor digitálních a sociálních médií v Ardent Craft Ales. Rovněž pravidelně na volné noze dokumentuje všechny domácí fotbalové a basketbalové hry z University of Virginia. Kelly také přijímá různé úkoly z několika novin ve střední Virginii.

## Ceny a vyznamenání
Kelly byl v březnu 2018 zařazen do Top 10 Photo of 2017 časopisu TIME a získal 1. místo v Pictures of the Year International 2017. Jeho snímek Car Attack (Automobilový útok) získal druhou cenu v soutěži Spot News World Press Photo 2018.
Sports Illustrated použil Kellyho fotografii University of Virginia basketbalového hráče Isaiaha Wilkinse na obálce svého vydání 12. března 2018, které se týkalo březnového šílenství NCAA 2018.
Jedno z prvních ocenění Ryana Kellyho bylo za jeho sportovní fotografii. V roce 2011 se umístil na třetím místě v soutěži Virginia News Photographers Association 2011 ve sportovní divizi. V následujícím roce získal doma první místo v soutěži VNPA 2012 v kategorii sport. V roce 2013 byl Kelly v žebříčku jako šestý z 25 novinářů mladších 25 let na webu Boston.com.

## Osobní život
Kelly se narodil v roce 1986 v Springfieldu ve Virginii. Navštěvoval West Springfield High School a poté se přestěhoval do Newport News ve Virginii, kde navštěvoval univerzitu Christopher Newport University, kde vystudoval angličtinu. Během svého působení na Christopher Newport University pracoval Kelly ve školních novinách The Captain's Log, jako reportér a editor začal fotografovat, což později vedlo k jeho zaměření na fotožurnalistiku. V roce 2013 se Kelly a jeho rodina přestěhovali do Charlottesville, kde pracoval pro The Daily Progress. Po čtyřech letech strávených s personálem v novinách se on a jeho rodina přestěhovali do Richmondu ve Virginii, kde v současnosti (2019) žijí.